# یوری گاسپاریان

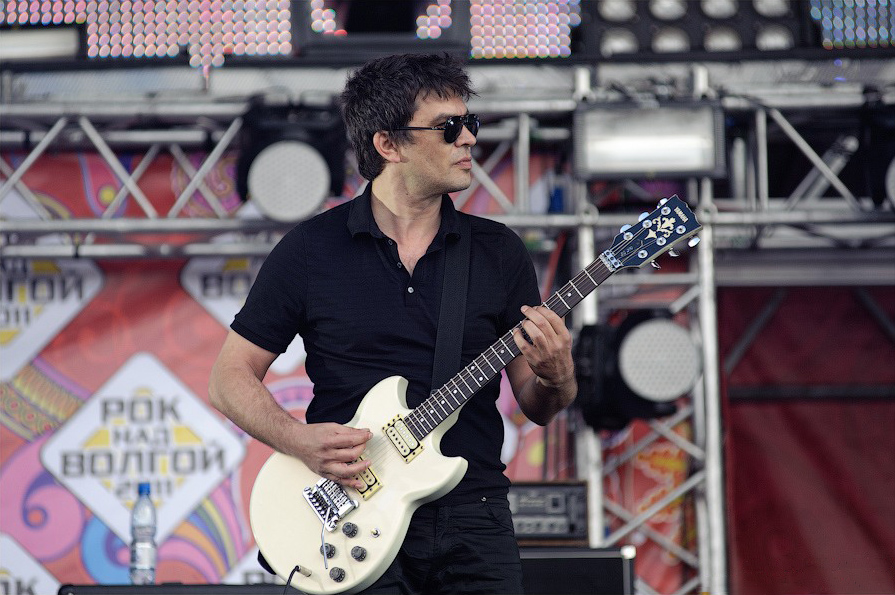

یوری گاسپاریان (ارمنی: Յուրի Կասպարյան؛ روسی: Ю́рий Дми́триевич Каспаря́н؛ زادهٔ ۲۴ ژوئن ۱۹۶۳) آهنگساز و گیتارنواز ارمنی‌تبار اهل روسیه است که از سال ۱۹۸۳ میلادی تا کنون فعالیت می‌کند.

## زندگی‌نامه
وی در ۲۴ ژوئن ۱۹۶۳ در سن پترزبورگ به دنیا آمد. گاسپاریان و en:Joanna Stingray بین سال‌های ۱۹۸۵ تا ۱۹۹۱ زن و شوهر بود که منجر به طلاق شد.